# Placido Rizzotto
Placido Rizzotto (Corleone, 2 gennaio 1914 – Corleone, 10 marzo 1948) è stato un sindacalista e politico italiano, membro del partito socialista (PSIUP-PSI), rapito e ucciso da Cosa nostra.

## Biografia
Nacque a Corleone da Giovanna Moschitta e Carmelo Rizzotto. Primo di sette figli, perse la madre quando era ancora bambino. In seguito all'arresto del padre con l'accusa di far parte di un'associazione mafiosa, fu costretto ad abbandonare la scuola per occuparsi della famiglia. Nel settembre 1935 è chiamato alle armi a Palmanova, nel 14º reggimento "Cavalleggeri di Alessandria". Placido restò per un anno intero in Friuli, senza mai tornare in licenza. Fermatosi alla terza elementare, nell'esercito Rizzotto migliora il suo livello di istruzione, che crescerà maggiormente negli anni Quaranta con il richiamo alle armi. Finito il servizio militare, nel novembre 1936 rientra a Corleone e torna a lavorare nei campi con il padre.
Nel settembre 1940 Placido viene richiamato alle armi e assegnato al 60º gruppo cavalleggeri appiedati. Rimane per tutto il periodo in Sicilia spostandosi in diverse zone dell'isola, prestando servizio prevalente presso la zona costiera sud-occidentale. Nell'agosto 1942 viene nominato caporal maggiore. Subito dopo la nomina a sergente viene trasferito nel marzo al reggimento motorizzato cavalleggeri "Lucca" e destinato al reggimento corazzato V. E. II di Bologna. Non si conoscono le ragioni del trasferimento in quanto il foglio matricolare è stato oggetto di una modifica che ne impedisce la lettura della parte scritta in origine. Nel luglio, per la prima volta nel suo percorso militare, è oggetto di una punizione per aver coperto l'assenza al contrappello di alcuni suoi sottoposti.
Secondo Contini Bonacossi le fonti relative alla vita militare e poi all'attività resistenziale di Rizzotto sono notevolmente scarse e discordanti tra di loro. Le testimonianze prevalenti lo vorrebbero soldato sui monti della Carnia e, dopo l'8 settembre 1943, partigiano socialista nelle locali Brigate Garibaldi.
Secondo altre fonti, invece, alla fine dell'estate 1943, a seguito dei rivolgimenti politici nazionali, il reggimento di Rizzotto viene spostato in centro Italia: agli inizi di settembre egli si trova a Tivoli e dall'8 al 10 parteciperà alla battaglia contro l'avanzata delle truppe tedesche. L'11 settembre i comandi dell'esercito stipulano una tregua con le truppe tedesche; Rizzotto lascia il reparto e si reca a Roma. Entra a far parte della Banda "Napoli", guidata dal capo squadra socialista Pietro Agostinucci. Placido è in contatto anche con il tenente col. Barbara, indicato in una relazione quale referente segreto all’interno della Banda "Napoli" del Fronte militare clandestino della Resistenza, organo sottoposto al governo Badoglio e in contatto con le forze alleate - guidato dal colonnello Montezemolo e composto da ufficiali generalmente monarchici – avente il compito di osservare l'attività delle bande partigiane ed evitare, al momento della resa tedesca, un'insurrezione delle forze resistenziali di sinistra. La Banda "Napoli" opera nelle periferie romane sovente in stretto contatto con il gruppo comunista "Bandiera Rossa".
Rientrato a Corleone al termine della guerra, rifiutò l'incarico di campiere offertogli dalla mafia e iniziò invece la sua attività politica e sindacale. Ricoprì l'incarico di presidente dei reduci e combattenti dell'ANPI di Palermo e quello di segretario della Camera del lavoro di Corleone, diventando esponente di primo piano della CGIL e mettendosi alla testa del movimento contadino nelle prime occupazioni delle terre incolte dei latifondi, le quali avevano ancora un carattere sostanzialmente simbolico, ma che scatenarono comunque la reazione anche armata della mafia. Aderì al Partito Socialista Italiano di Unità Proletaria, contribuendo alla vittoria del Fronte del Popolo alle elezioni comunali del 2 giugno 1946 e quindi alla nomina del sindaco socialista Bernardo Streva. Rizzotto si schierò successivamente con l'ala più impegnata a salvaguardare l'unità del partito e favorevole alla prosecuzione della collaborazione politica con il PCI: in tale sua posizione, dopo la scissione del PSLI nel 1947, la quale coinvolse molte figure del socialismo corleonese tra cui quella del sindaco Streva, si oppose ai pressanti tentativi del boss locale di Cosa nostra, Michele Navarra, «di "traghettare" i socialisti verso le sponde più affidabili della socialdemocrazia», diventando, per la sua attività sindacale, politica e sociale, bersaglio di minacce mafiose volte a farlo «[smettere] di turbare interessi consolidati, assetti sociali secolari».
Venne rapito nella serata del 10 marzo 1948, mentre andava da alcuni compagni di partito, e ucciso dalla mafia: il suo corpo fu fatto sparire. Mentre veniva assassinato, il pastorello Giuseppe Letizia assistette al suo omicidio di nascosto e vide in faccia gli assassini. Per questo venne ucciso con un'iniezione letale, praticatagli nell'ospedale di Corleone dove era responsabile del reparto di medicina interna lo stesso dottor Michele Navarra (mandante dell'uccisione di Placido Rizzotto).
Le indagini sull'omicidio furono condotte dall'allora capitano dei Carabinieri Carlo Alberto dalla Chiesa. Sulla base degli elementi raccolti dagli inquirenti, vennero arrestati Vincenzo Collura e Pasquale Criscione, che ammisero di aver preso parte al rapimento di Rizzotto in concorso con Luciano Liggio, il quale poi aveva provveduto all'uccisione con tre rivoltellate. Grazie alla testimonianza di Collura, secondo cui il corpo era stato gettato in una foiba in località Scala del Cardone, furono reperiti resti scheletrici di tre persone, alcuni dei quali furono attribuiti a Rizzotto sulla base del riconoscimento da parte dei familiari di alcuni pezzi di vestiario e delle scarpe. Criscione e Collura, insieme a Liggio, che rimase latitante fino al 1964, furono assolti per insufficienza di prove, dopo aver ritrattato la loro confessione in sede processuale.

## Il ritrovamento dei resti
Il 9 marzo 2012 l'esame del DNA, comparato con quello estratto dal padre Carmelo Rizzotto, morto da tempo e riesumato per questo scopo, ha confermato che i resti trovati il 7 luglio 2009, dopo una lunga e difficile indagine condotta dalla Polizia di Stato di Corleone all'interno di un profondo inghiottitoio di Rocca Busambra a Corleone, appartengono a Rizzotto. I resti sono stati recuperati da personale specializzato per interventi speleologici del comando provinciale Vigili del Fuoco di Palermo.
Il 16 marzo 2012 il Consiglio dei ministri ha deciso i funerali di Stato per Placido Rizzotto, svoltisi a Corleone il 24 maggio 2012 alla presenza del presidente della repubblica Giorgio Napolitano.

## Influenze nella cultura di massa
- La cooperativa siciliana Libera Terra produce e commercializza due vini denominati Placido Rizzotto Bianco e Placido Rizzotto Rosso, provenienti da vigne confiscate alla mafia.
- La sua vita è stata raccontata nel film Placido Rizzotto di Pasquale Scimeca uscito nel 2000 e girato nel paese madonita di Isnello. La pellicola è stata al centro di polemiche per non aver fatto alcun riferimento alla militanza politica di Rizzotto nel Partito Socialista Italiano. E ciò nonostante che, come fatto rilevare, ad esempio, dall'ex dirigente comunista Emanuele Macaluso anche richiamando le conclusioni esposte in sede di Commissione antimafia nel 1976 dall'on. Pio La Torre (poi caduto anch'egli vittima di Cosa Nostra), l'assassinio di Placido Rizzotto fosse maturato proprio nell'ambito di una deliberata campagna di sangue condotta dalla mafia contro il PSI e volta a favorire il rafforzamento del neonato PSLI, evidentemente ritenuto a Corleone più malleabile.[13]
- La vita di Rizzotto è stata anche brevemente narrata nella prima puntata della miniserie televisiva Il capo dei capi.
- Nel film Corleone (1978), diretto da Pasquale Squitieri, il personaggio di Michele Labruzzo, interpretato da Michele Placido, è ispirato alla figura di Rizzotto.
- L'assassinio del sindacalista Rizzo (Giancarlo Prete) e del pastorello testimone dell'accaduto nel film di Damiano Damiani Confessione di un commissario di polizia al procuratore della Repubblica (1971) sono ispirati all'assassinio di Rizzotto e Letizia.
- La vicenda di Rizzotto e del pastorello Letizia è raccontata all'interno del film-inchiesta Il sasso in bocca (1970) di Giuseppe Ferrara.
- È citato anche in un episodio della serie Rai La mafia uccide solo d'estate, nel quale viene mostrato l’omicidio di Rizzotto dal punto di vista di Giuseppe Letizia ed è narrata la tragica vicenda del pastore.
- Nel 2012, la FLAI CGIL ha istituito l'Osservatorio Placido Rizzotto, dedicato alla memoria del sindacalista,[14] e che compila regolarmente rapporti sull'estensione del fenomeno del caporalato e delle agromafie in tutta Italia.[15][16]

## Filmografia
- Placido Rizzotto, film di Pasquale Scimeca, produzione Arbash in collaborazione con Rai Cinema, 2000.